# Persone di cognome Richter
| Questa pagina contiene informazioni ricavate automaticamente dalle voci biografiche con l'ausilio del template Bio e di un bot. L'aggiornamento è periodico e automatico e ricostruisce completamente la pagina. Se manca una persona in questa lista, sei pregato di non aggiungerla, ma accertati piuttosto che la sua voce biografica contenga il template Bio e che i dati anagrafici siano correttamente compilati. Se il template Bio manca, inseriscilo tu stesso o, in alternativa, metti l'avviso {{tmp\|Bio}} che ne segnala la mancanza. Se i dati riportati sono sbagliati, correggi direttamente la voce biografica; le modifiche saranno visibili in questa lista entro pochi giorni. Per chiarimenti vedi il progetto antroponimi. La lista contiene solo le 84 persone che sono citate nell'enciclopedia e per le quali è stato implementato correttamente il template Bio. Pagina aggiornata al 23 lug 2025. |

Questa è una lista di persone presenti nell'enciclopedia che hanno il cognome Richter, suddivise per attività principale.

## Allenatori di calcio(1)
- Ryan Richter, allenatore di calcio e ex calciatore statunitense (Southampton, n. 1989)

## Archeologhe(1)
- Gisela M. A. Richter, archeologa e storica dell'arte britannica (Londra, n. 1882 - Roma, † 1972)

## Attori(8)
- Andy Richter, attore e personaggio televisivo statunitense (Grand Rapids, n. 1966)
- Hans Richter, attore e regista tedesco (Nowawes, n. 1919 - Heppenheim, † 2008)
- Ilja Richter, attore, doppiatore e cantante tedesco (Berlino Est, n. 1952)
- Jason James Richter, attore statunitense (Medford, n. 1980)
- Ralf Richter, attore e musicista tedesco (Essen, n. 1957)
- Raúl Richter, attore, doppiatore e conduttore televisivo tedesco (Berlino, n. 1987)
- Ricardo Richter, attore, doppiatore e conduttore radiofonico tedesco (n. 1988)
- Walter Richter, attore tedesco (Berlino, n. 1905 - Vienna, † 1985)

## Attrici(1)
- Ellen Richter, attrice e produttrice cinematografica austriaca (Vienna, n. 1891 - Düsseldorf, † 1969)

## Attrici pornografiche(1)
- Vicki Richter, ex attrice pornografica e modella statunitense (San Francisco, n. 1977)

## Biologi(1)
- Curt Richter, biologo statunitense (Denver, n. 1894 - Baltimora, † 1988)

## Bobbisti(1)
- Detlef Richter, bobbista tedesco (Lipsia, n. 1956)

## Calciatori(8)
- Frank Richter, ex calciatore tedesco orientale (Kamenz, n. 1952)
- Hans Richter, calciatore tedesco orientale (Olbernhau, n. 1959 - Groß-Gerau, † 2023)
- Jonathan Richter, ex calciatore danese (Frederiksberg, n. 1985)
- Leopold Richter, calciatore tedesco (n. 1885 - † 1941)
- Lothar Richter, calciatore tedesco (Chemnitz, n. 1912 - † 2001)
- Marco Richter, calciatore tedesco (Friedberg, n. 1997)
- Simon Richter, calciatore danese (Frederiksberg, n. 1985)
- Zdeněk Richter, calciatore boemo (n. 1885)

## Canottiere(1)
- Ilona Richter, ex canottiera tedesca (n. 1953)

## Cestiste(2)
- Alice Richter, ex cestista italiana (Trieste, n. 1991)
- Dorothea Richter, ex cestista tedesca (Halle, n. 1983)

## Cestisti(3)
- Johannes Richter, cestista tedesco (Neustadt an der Aisch, n. 1993)
- John Richter, cestista statunitense (Filadelfia, n. 1937 - † 1983)
- Jonas Richter, cestista tedesco (Chemnitz, n. 1997)

## Chimici(2)
- Hieronymus Theodor Richter, chimico e mineralogista tedesco (Dresda, n. 1824 - Freiberg, † 1898)
- Jeremias Benjamin Richter, chimico tedesco (Jelenia Góra, n. 1762 - Berlino, † 1807)

## Chirurghi(1)
- August Gottlieb Richter, chirurgo e medico tedesco (Zörbig, n. 1742 - Gottinga, † 1812)

## Ciclisti su strada(1)
- Albert Richter, ciclista su strada e pistard tedesco (Colonia, n. 1912 - Lörrach, † 1940)

## Compositori(3)
- Franz Xaver Richter, compositore ceco (Holleschau, n. 1709 - Strasburgo, † 1789)
- Johann Christoph Richter, compositore e organista tedesco (Dresda, n. 1700 - Dresda, † 1785)
- Max Richter, compositore e musicista britannico (Hameln, n. 1966)

## Critici letterari(1)
- Mario Richter, critico letterario italiano (Valdagno, n. 1935)

## Danzatori(1)
- Jack Cole, ballerino, coreografo e direttore teatrale statunitense (New Brunswick, n. 1911 - Los Angeles, † 1974)

## Direttori d'orchestra(1)
- Hans Richter, direttore d'orchestra austriaco (Raab, n. 1843 - Bayreuth, † 1916)

## Disc jockey(1)
- Tujamo, disc jockey e produttore discografico tedesco (Detmold, n. 1988)

## Farmacisti(1)
- Gedeon Richter, farmacista e imprenditore ungherese (Ecséd, n. 1872 - Budapest, † 1944)

## Filologhe(1)
- Elise Richter, filologa austriaca (Vienna, n. 1865 - campo di concentramento di Theresienstadt, † 1943)

## Fisici(3)
- Achim Richter, fisico tedesco (Dresda, n. 1940)
- Burton Richter, fisico statunitense (New York, n. 1931 - Stanford, † 2018)
- Charles Francis Richter, fisico e sismologo statunitense (Hamilton, n. 1900 - Pasadena, † 1985)

## Fotografe(1)
- Ursula Richter, fotografa tedesca (Radebeul, n. 1886 - Greifswald, † 1946)

## Geografi(1)
- Eduard Richter, geografo austriaco (Mannersdorf am Leithagebirge, n. 1847 - Graz, † 1905)

## Germanisti(1)
- Dieter Richter, germanista tedesco (Hof, n. 1938)

## Giocatori di football americano(1)
- Les Richter, giocatore di football americano statunitense (Fresno, n. 1930 - Riverside, † 2010)

## Hockeisti su ghiaccio(2)
- Mike Richter, ex hockeista su ghiaccio statunitense (Abington, n. 1966)
- Pavel Richter, ex hockeista su ghiaccio ceco (Praga, n. 1954)

## Imprenditori(1)
- Frank-Jürgen Richter, imprenditore e economista tedesco (Karlsruhe, n. 1967)

## Judoka(1)
- Simona Richter, ex judoka rumena (Reșița, n. 1972)

## Matematici(1)
- Johann Richter, matematico e astronomo tedesco (Boemia, n. 1537 - † 1616)

## Mimi(1)
- Daniel Richter, mimo, alpinista e attore statunitense (Darien, n. 1939)

## Musicisti(2)
- Ernst Friedrich Richter, musicista tedesco (Großschönau, n. 1808 - † 1879)
- Henjo Richter, musicista tedesco (Amburgo, n. 1963)

## Nuotatori(1)
- Dirk Richter, ex nuotatore tedesco (Cottbus, n. 1964)

## Nuotatrici(1)
- Ulrike Richter, ex nuotatrice tedesca (Görlitz, n. 1959)

## Organisti(1)
- Karl Richter, organista, clavicembalista e direttore d'orchestra tedesco (Plauen, n. 1926 - Monaco di Baviera, † 1981)

## Pallanuotisti(1)
- Perica Richter, pallanuotista croato (Curzola, n. 1957 - Curzola, † 2009)

## Pianisti(1)
- Svjatoslav Teofilovič Richter, pianista sovietico (Žytomyr, n. 1915 - Mosca, † 1997)

## Pistard(2)
- Heinz Richter, ex pistard tedesco (Zittau, n. 1947)
- Herbert Richter, ex pistard tedesco (Chemnitz, n. 1947)

## Pittori(4)
- Ludwig Richter, pittore e incisore tedesco (Dresda, n. 1803 - Dresda, † 1884)
- Franz Ferdinand Richter, pittore polacco (Dzikowa, n. 1693 - Firenze, † 1743)
- Gerhard Richter, pittore tedesco (Dresda, n. 1932)
- Johan Richter, pittore svedese (Stoccolma, n. 1665 - Venezia, † 1745)

## Politici(2)
- Eugen Richter, politico tedesco (Düsseldorf, n. 1838 - Groß-Lichterfelde, † 1906)
- Ján Richter, politico slovacco (Zlaté Moravce, n. 1956)

## Rapper(1)
- Trettmann, rapper e cantante tedesco (Karl-Marx-Stadt, n. 1973)

## Registi(1)
- Hans Richter, regista, pittore e scrittore tedesco (Berlino, n. 1888 - Locarno, † 1976)

## Rugbisti a 15(1)
- Adriaan Richter, ex rugbista a 15 sudafricano (Johannesburg, n. 1966)

## Scacchisti(1)
- Kurt Richter, scacchista e compositore di scacchi tedesco (Berlino, n. 1900 - Berlino, † 1969)

## Sceneggiatori(2)
- Erik Richter, sceneggiatore e produttore televisivo statunitense (California, n. 1966)
- W. D. Richter, sceneggiatore, regista e produttore cinematografico statunitense (New Britain, n. 1945)

## Scenografi(1)
- Kurt Richter, scenografo austriaco (n. 1885 - † 1960)

## Scrittori(4)
- Jean Paul, scrittore e pedagogista tedesco (Wunsiedel, n. 1763 - Bayreuth, † 1825)
- Conrad Richter, scrittore, sceneggiatore e giornalista statunitense (Pine Grove, n. 1890 - Pottsville, † 1968)
- Hans Werner Richter, scrittore tedesco (Heringsdorf, n. 1908 - Monaco di Baviera, † 1993)
- Joseph Richter, scrittore e poeta austriaco (Vienna, n. 1749 - Vienna, † 1813)

## Sollevatori(1)
- Anton Richter, sollevatore austriaco (Vienna, n. 1911 - Vienna, † 1989)

## Storici dell'arte(1)
- Jean Paul Richter, storico dell'arte tedesco (Dresda, n. 1847 - Lugano, † 1937)

## Wrestler(1)
- Wendi Richter, ex wrestler statunitense (Dallas, n. 1961)

## Senza attività specificata(1)
- Dora Richter, tedesca (n. 1891)